# Warren Melville Anderson
Warren Melville Anderson, avstralski general, * 31. avgust 1894, † 10. februar 1973.